# Ilja Winokurow
Ilja Jegorowicz Winokurow (ros. Илья́ Его́рович Виноку́ров; ur. 20 grudnia 1895?/1 stycznia 1896 w ułusie namskim, zm. 4 stycznia 1957) – radziecki i jakucki polityk, przewodniczący Rady Komisarzy Ludowych/Rady Ministrów Jakuckiej ASRR (1943-1946), I sekretarz Komitetu Obwodowego WKP(b) w Jakucku (1946-1951).

## Życiorys
Początkowo robotnik rolny, później myśliwy, w 1921 wstąpił do partii komunistycznej. W 1921–22 przewodniczący wiejskiego komitetu rewolucyjnego, 1922-1924 przewodniczący komitetu wykonawczego rady wiejskiej w Jakuckiej ASRR, 1924-1926 przewodniczący komitetu wykonawczego rady okręgowej w Jakuckiej ASRR, 1926-1927 słuchacz kursów powiatowych robotników partyjnych przy KC WKP(b), 1927-1929 sekretarz odpowiedzialny okręgowego komitetu WKP(b), 1929-1931 instruktor Centralnego Komitetu Wykonawczego (CIK) Jakuckiej ASRR, 1931-1933 dyrektor stanicy w rejonie namskim w Jakuckiej ASRR. 1933-1934 szef zarządu ludowego komisariatu rolnictwa Jakuckiej ASRR, 1934-1935 ponownie instruktor CIK Jakuckiej ASRR, 1935-1936 słuchacz Wyższych Kursów Budownictwa Radzieckiego przy WCIK, 1937-1938 przewodniczący komitetu wykonawczego rady rejonowej w Wilujsku. Od lipca 1937 do 27 sierpnia 1939 ludowy komisarz ochrony zdrowia Jakuckiej ASRR, od 27 sierpnia 1939 do czerwca 1943 zastępca przewodniczącego Rady Komisarzy Ludowych Jakuckiej ASRR, a od grudnia 1943 do grudnia 1946 przewodniczący Rady Komisarzy Ludowych/Rady Ministrów Jakuckiej ASRR. Od grudnia 1946 do maja 1951 I sekretarz Komitetu Obwodowego WKP(b) w Jakucku, później zarządca trustu budowlanego. Deputowany do Rady Najwyższej ZSRR 2 i 3 kadencji i do Rady Najwyższej Jakuckiej ASRR od 1 do 3 kadencji (1938-1952).

## Odznaczenia
- Order Lenina
- Order Czerwonego Sztandaru Pracy
- Order Wojny Ojczyźnianej II klasy
- Medal „Za ofiarną pracę w Wielkiej Wojnie Ojczyźnianej 1941–1945”
- Medal „W upamiętnieniu 800-lecia Moskwy”